# The Fair Circassian
The Fair Circassian est une tragédie de l'écrivain britannique Samuel Jackson Pratt écrite en 1781. Il s'agit d'une adaptation du roman Almoran and Hamet (en) de John Hawkesworth. Samuel Jackson Pratt a écrit le rôle principal pour son amie Sarah Siddons, mais en raison d'autres engagements, il a fini par être joué par Elizabeth Farren.
La pièce est créée au Théâtre de Drury Lane à Londres le 27 novembre 1781, avec une distribution qui comprenait William Smith dans le rôle d'Hamet, Robert Bensley comme Omar, John Hayman Packer comme Ali, James Wrighten comme Iman et Elizabeth Farren comme Almeida. L'épilogue est écrit par le politicien whig irlandais Richard FitzPatrick, bien qu'il ait également été attribué à Richard Brinsley Sheridan.